# Лёч
Лёч (также Лэч) — река в России, протекает по Республике Коми. Устье реки находится в 61 км по правому берегу реки Пожег в 2 км к северо-востоку от Новоипатово. Длина реки составляет 5 км. Образуется слиянием рек Большой и Малый Лёч.

## Данные водного реестра
По данным государственного водного реестра России относится к Двинско-Печорскому бассейновому округу, водохозяйственный участок реки — Вычегда от города Сыктывкар и до устья, речной подбассейн реки — Вычегда. Речной бассейн реки — Северная Двина.
Код объекта в государственном водном реестре — 03020200212103000020374.